# Ulica Wiślicka w Krakowie
Ulica Wiślicka – ulica w Krakowie, położona w całości w dzielnicy XV Mistrzejowice.

## Przebieg
Ulica rozpoczyna swój bieg na skrzyżowaniu z aleją gen. Bora-Komorowskiego i ulicą Stella-Sawickiego, gdzie staje się fizycznym przedłużeniem tej drugiej. Następnie biegnie na północ i północny wschód, przecinając po drodze skrzyżowanie z ulicą Czaplickiego, następnie z drogą dojazdową do sklepu sieci „Kaufland”, dalej z drogą wyjazdową z osiedla Kombatantów i ulicą Cedyńską, aż do ronda na skrzyżowaniu z ulicą ks. Kazimierza Jancarza i ul. Srebrnych Orłów, by tam zakończyć bieg.

## Historia
Ulica została wytyczona na przełomie lat 60. i 70. XX wieku, w związku z budową założenia architektoniczno-urbanistycznego Mistrzejowic. Od tamtego czasu, ulica pełniła funkcję głównej trasy wjazdowo-wyjazdowej z Mistrzejowic w kierunku centrum Krakowa zarówno dla komunikacji samochodowej, jak i komunikacji autobusowej. Jej rola w tym zakresie została znacznie ograniczona po roku 2006, kiedy to alternatywą w tej relacji, szczególnie dla komunikacji autobusowej stała się wówczas w pełni oddana ulica Bohomolca. W roku 2018 przebudowano chodniki w ciągu ulicy oraz dokonano realizacji brakującej tu wcześniej infrastruktury rowerowej w postaci dwukierunkowych dróg rowerowych, głównie po stronie wschodniej ulicy, oraz fragmentarycznie po zachodniej, a także przejazdów dla rowerzystów.

## Infrastruktura
Ulica Wiślicka stanowi w większości drogę dwupasmową, po jednym pasie ruchu w każdym z kierunków. Na ulicy znajdują się trzy zespoły przystanków autobusowych MPK Kraków – „Wiślicka” (przy skrzyżowaniu z aleją gen. Bora-Komorowskiego i ulicą Stella-Sawickiego na początku ulicy), „Cedyńska” (między skrzyżowaniami z ulicą Czaplickiego i Cedyńską, tylko w kierunku centrum Krakowa - południowo-zachodnim) i „Łęczycka” (przed rondem na skrzyżowaniu z ulicami ks. Jancarza i Srebrnych Orłów). W przyszłości są plany, aby wybudować linię tramwajową, która połączyłaby Rondo Dywizjonu 308 z Mistrzejowicami m.in. wzdłuż ulicy Wiślickiej. Ulicę otaczają osiedla Tysiąclecia od strony zachodniej i Kombatantów od strony wschodniej. 